# R Lyrae
R Lyrae, také známá jako 13 Lyrae podle Flamsteedova označení, je proměnná hvězda čtvrté hvězdné velikosti v souhvězdí Lyry. Nachází se přibližně 350 světelných let od Země a je viditelná pouhým okem. Jedná se o červený obr spektrální třídy M5III, nacházející se v posledních stádiích své evoluce. Hvězda je mnohem větší a jasnější, ale chladnější než Slunce.

## Charakteristiky
R Lyrae je červený obr s velmi nízkou povrchovou teplotou 3 313 K. Její zdánlivá velikost se pohybuje v rozmezí 3,9 až 5,0, což z ní činí polopravidelnou proměnnou hvězdu. Variabilita je nepravidelná, ale byly identifikovány periody 46, 64, 378 a 1 000 dní, přičemž nejsilnější perioda je 46 dní.
Hvězda má vysoký vlastní pohyb, přesahující 50 milivteřin za rok, což je na červenou obří hvězdu neobvyklé. V infračervené oblasti spektra je jasnější než nedaleká hvězda Vega.

## Vývoj
R Lyrae vznikla jako hvězda na hlavní posloupnosti s hmotností přibližně 2 M☉, podobná dnešnímu Siriovi A. Nyní se nachází na asymptotické větvi obrů, kde dochází ke spalování vodíku a helia v obalových vrstvách. Kvůli intenzivnímu hvězdnému větru ztratila velkou část své původní hmoty a nyní má hmotnost přibližně 1,8 M☉. 
Hvězda je kyslíkový obr s bohatým spektrem kyslíkových molekul v atmosféře. To je typické pro hvězdy ve stadiu asymptotické větve obrů.

## Historie
V roce 1856 oznámil Joseph Baxendell, že hvězda tehdy známá jako 13 Lyrae, vykazuje variabilitu. Hvězda získala své označení R Lyrae ve druhém katalogu proměnných hvězd vydaném v roce 1907.

## Zajímavosti
R Lyrae je jednou z nejjasnějších hvězd v infračerveném pásmu K (magnituda −2,08), přičemž pouze 14 hvězd je jasnějších.